# باک جین-گوک
باک جین-گوک (به کره‌ای: 백•진국) (زادهٔ ۳۱ دسامبر ۱۹۷۶) کشتی‌گیر اهل کره جنوبی است که در دسته‌های ۶۳ و ۶۶ کیلوگرم کشتی آزاد رقابت می‌کرد. جین-گوک برندهٔ دو مدال طلای بازی‌های آسیایی (۲۰۰۲، ۲۰۰۶) و برندهٔ یک مدال طلا (۲۰۰۵) و دو نقره (۱۹۹۷، ۲۰۰۰) از مسابقات قهرمانی کشتی آسیا است. او همچنین ملی‌پوش دستهٔ ۶۶ کیلوگرم کره جنوبی در المپیک ۲۰۰۴ آتن بود که به مقام چهاردهم رسید.